# Comes (Pyrénées-Orientales)
Comes  est une ancienne commune et un hameau situé à Eus, dans le département français des Pyrénées-Orientales.

## Géographie

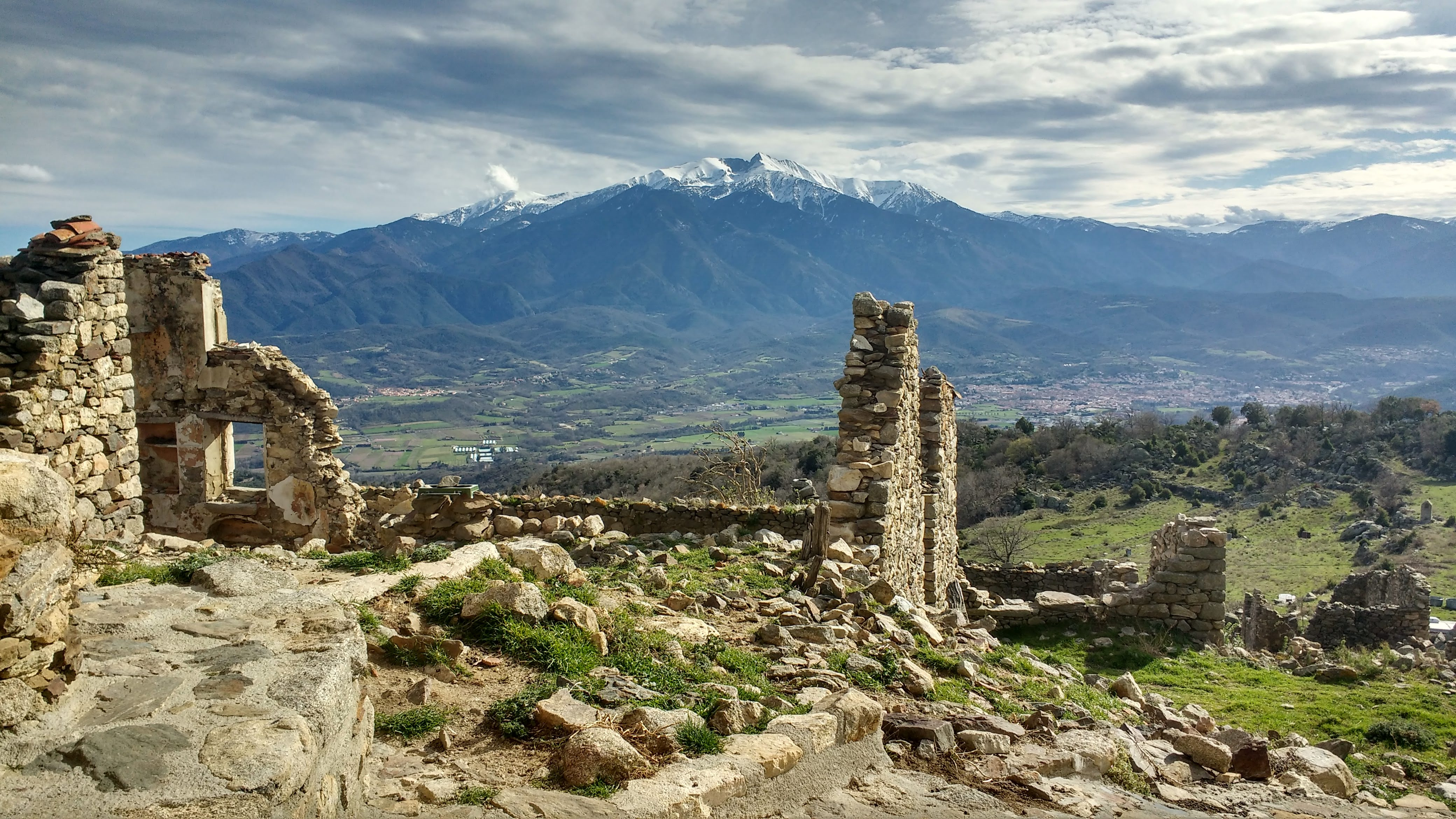
Le massif du Canigou et la vallée de la Têt depuis Comes.

Comes est situé dans le territoire de la commune d'Eus, au nord du chef-lieu. Situé à 800 m d'altitude dans l'Est des Pyrénées, sur une position élevée au dessus de la vallée du fleuve Têt, face au massif du Canigou.

## Toponymie
En catalan, le nom du lieu est Coma. Il est également parfois utilisé en français, notamment par l'IGN sur ses cartes.
Comes est citée pour la première fois en 844 (villa Comba). On trouve la mention du château en 1311 (castrum de Coma).
La commune est connue en 1793 sous le nom de Commes, puis de Comes en 1801.

## Histoire
Au IXe siècle, Comes est une possession de Rotrude, fille de Berà, comte de Barcelone, qu'elle transmet ensuite à son fils Auriol en novembre 844. Le territoire est ensuite inféodé aux comtes de Cerdagne puis, en 1305, à Pons de Caramany.
Le hameau de Stanyils, qui se trouvait au nord-est de Comes et en était une dépendance, a aujourd'hui totalement disparu, ainsi que son église Saint-Martin (citée en 1218).
Le 13 mars 1828, la commune de Comes fusionne avec la commune d'Eus.

## Démographie
La population est exprimée en nombre de feux (f) ou d'habitants (H).
| 1378 | 1720 | 1767 | 1774 | 1789 | 1793 | 1794 | 1796 | 1800 |
| ---- | ---- | ---- | ---- | ---- | ---- | ---- | ---- | ---- |
| 5 f  | 9 f  | 61 H | 12 f | 10 f | 55 H | 70 H | 47 H | 72 H |

| 1804 | 1806 | 1820 | 1826 | - | - | - | - | - |
| ---- | ---- | ---- | ---- | - | - | - | - | - |
| 69 H | 79 H | 82 H | 86 H | - | - | - | - | - |

Notes : 
- 1365 : comptée avec Molitg
- À partir de 1831, les habitants de Comes sont recensés avec ceux d'Eus.

## Culture locale et patrimoine

### Lieux et monuments
- Église Saint-Étienne de Comes